# Never a Dull Moment (álbum)
Never a Dull Moment  es el primer álbum en solitario por el entonces ex-Mötley Crüe baterista Tommy Lee, lanzado el 21 de mayo de 2002 por MCA. Tommy Lee comenzó a escribir música en septiembre de 2000.
Never a Dull Moment cuenta con el sencillo "Hold Me Down". Su video musical debutó a finales de abril y encontró Airplay significativo en MTV2. Dirigida por Dean Karr, que gira en torno a Lee montando una máquina voladora extraño que bloquea. Cirque du Soleil artistas -como también aparecen en el vídeo. "Hold Me Down" se realizó en The Tonight Show con Jay Leno el 22 de mayo de 2002. La pista, así como los sencillos "Sundays" y "Ashamed" salió al aire el Muzak de rock Poder estación también.

## Listado de canciones
1. "Afterglow" – 3:33
2. "Hold Me Down" – 3:23
3. "Body Architects" – 2:57
4. "Ashamed" – 3:51 (con Chino Moreno de Deftones)
5. "Fame (David Bowie cover)" – 3:39
6. "Blue" – 4:30 (con Brandon Boyd de Incubus)
7. "Sunday" – 3:28
8. "Why Is It" – 4:02
9. "Face to Face" – 2:57
10. "Higher" – 4:00
11. "People So Strange" – 3:15
12. "Mr. Shitty" (Skit) – 1:02

## Posiciones
Álbum
| Año  | Chart         | Posición |
| ---- | ------------- | -------- |
| 2002 | Billboard 200 | 39       |

Sencillos
| Año  | Sencillo       | Chart                  | Posición |
| ---- | -------------- | ---------------------- | -------- |
| 2002 | "Hold Me Down" | Mainstream Rock Tracks | 5        |